# عرن سميك
العرن السميك (باللاتينية: Hypericum confertum) نوع نباتي ينتمي إلى جنس العرن من الفصيلة العرنية.

## الموئل والانتشار
موطنه بلاد الشام وقبرص وتركيا.